# Contea di Sumter (Georgia)
La contea di Sumter (in inglese Sumter County) è una contea dello Stato della Georgia, negli Stati Uniti. La popolazione al censimento del 2000 era di 33 200 abitanti. Il capoluogo di contea è Americus.